# Mantelplym
| Mantelplym |
| --- |
| Större mantelplym (superplym) som stiger upp genom manteln. - Betydelse – zon i jordmanteln med stigande magma - Orsak – lägre densitet än omgivningen - Betydelse – förorsakar hetfläckar |

Mantelplym är en – hypotetisk – zon där hett mantelmaterial strömmar upp i jordmanteln. Mantelmaterialet har lägre densitet än den omgivande manteln och söker sig därför upp genom denna. 
En mantelplym anses ge upphov till hetfläckar vid jordytan och kommer från den understa delen av manteln.